# Anhangá
Der Anhangá oder Anhangüera ist eine Gestalt aus der Tupí-Guarani-Mythologie der Amazonasregion Brasiliens. 
Er verteidigt die Tiere der offenen Flur vor den Nachstellungen der Jäger. Der Anhangá erscheint als ein weißer Hirsch mit feurigen Augen, deren Blick die Jäger in den Wahnsinn treibt, denen er sich in den Weg stellt.
Weitere Verteidiger der Natur des Amazonas sind der Caipora und der Curupira.